# Portishead, Somerset
Portishead (pronunțat /pɔrtɪsˈhɛd/) este un oraș în comitatul Somerset, regiunea South West, Anglia. Orașul se află în districtul unitar North Somerset.
Formația Portishead din Bristol și-a luat numele după numele orașului.